# Blood & Honour Portugal
Os Blood & Honour Portugal é o "chapter" português da organização internacional neonazi Blood & Honour. O "chapter" português surgiu em 1998, a partir de uma organização de extrema-direita portuguesa, a Ordem Lusa.
O nome da organização refere-se ao slogan da Juventude Hitleriana “sangue e honra”.

## História
A organização internacional surgiu no Reino Unido, em 1987, fundada por Ian Stuart Donaldson, vocalista da banda Skrewdriver, e por Nicky Crane, devido ao descontentamento de vários militantes da National Front. Desde cedo, a organização contou com o apoio de várias bandas skinhead de Oi! e Streetpunk nacionalistas como Brutal Attack, No Remorse, Squadron, Sudden Impact, e claro, a banda de Ian Stuart Donaldson, os Skrewdriver. A proximidade entre a recém criada organização e estas bandas, e apesar das mesmas já terem manifestado simpatia e apoio pela causa neonazi, criou uma simbiose perfeita, entre música e cultura skinhead, e política. Esta simbiose resultou, por isso, numa grande adesão à organização, especialmente entre membros da cultura skinhead.
Com o grande sucesso da organização no Reino Unido, outros skinheads neonazis por todo o mundo, mas sobretudo na Europa, demonstraram interesse em aderirem à organização. Por esta razão, surgiram os "chapters" nacionais do Blood & Honour, e os "skins" portugueses não foram exceção.
Em 1998, Miguel Temporão, que na época era um dos membros da banda skinhead nacionalista portuguesa LusitanOi!, e já depois de ter cumprido dois anos de prisão devido ao seu envolvimento no assassinato de José Carvalho, em 1989, aceitou a supervisão dos Blood & Honour espanhóis com o objetivo de tornar a Ordem Lusa, organização de extrema-direita que o próprio tinha fundado, no "chapter" português dos Blood & Honour.
Em Outubro de 2004, foi lançada a primeira fanzine dos Blood & Honour Portugal, na qual foram entrevistadas duas bandas, uma das quais, os Ódio, banda que mais tarde viria a integrar as fileiras de outra organização internacional neonazi presente em Portugal, os Portugal Hammerskins.

## Recrutamento
Apesar da existência de casos violentos e à margem da lei, os Blood & Honour Portugal, sempre deram mais destaque à organização de eventos e à música, sendo esta a sua principal forma de ativismo, bem como de recrutamento de novos militantes, e ao contrário do que acontece noutros "chapters" nacionais, da mesma organização.

## Rivalidade com Hammerskins
Apesar de partilharem visões políticas semelhantes, os Blood & Honour e a Hammerskin Nation nunca tiveram uma relação de proximidade. Em Portugal, essa distância entre os dois "chapters", de ambas as organizações, antecede a sua própria criação.
Em 1995, devido a contactos estabelecidos dentro das prisões de Lisboa e de Caxias, Mário Machado viria a formar outra organização neonazi, a Irmandade Ariana. Com o tempo, muitos dos prisioneiros das prisões de Caxias e de Lisboa que pertenciam à Irmandade Ariana foram sendo libertados, tendo por isso cada vez mais presença e notoriedade dentro da subcultura bonehead portuguesa. Por essa mesma razão, a Irmandade Ariana viu nascer uma rivalidade com a Ordem Lusa. Depois de a Ordem Lusa ter começado o seu processo de adesão aos Blood & Honour, Mário Machado fez o mesmo com a Irmandade Ariana, formalizando assim o pedido de adesão à Hammerskin Nation, em 2002.
A luta de poder dentro da entre as duas organizações, dentro da extrema-direita neonazi portuguesa, levou a que, até aos dias de hoje, exista um ambiente muito tenso entre ambas, ambiente que, inclusivamente, foi piorando ao longo das décadas, devido aos inúmeros casos de ataques físicos ocorridos entre membros de ambos os "chapters".